# Ізотова Вероніка Едуардівна
Вероніка Едуардівна Ізотова (нар. 28 травня 1960, Москва, СРСР) — радянська і російська акторка кіно.

## Життєпис
Народилася 28 травня 1960 року в Москві у відомій акторській родині. Батько — Едуард Ізотов — актор кіно, відомий в СРСР роллю Іванушки у фільмі кінорежисера Олександра Роу «Морозко». Мати — Інга Будкевич — акторка кіно і театру, здобула популярність ролями у фільмах-казках того ж режисера «Вогонь, вода та … мідні труби» і «Варвара-краса, довга коса», а також комедії Максима Руфа «Сварка в Лукашах».
Закінчила у 1977 році Московську середню спецшколу № 21 з поглибленим вивченням англійської мови. Потім навчалась на акторському факультеті Всесоюзного державного інституту кінематографії імені С. А. Герасимова (1977—1981, майстерня Сергія Бондарчука та Ірини Скобцевої).

## Особисте життя
Ще в студентські роки познайомилась з актором Олександром Панкратовим-Чорним, на 10 років старшим. Зустрічались певний час, але розійшлись.
У 1982 році одружилася з Валентином Бубенцовим.
Донька — Діна Бубенцова (нар.. 1984).

Втім, шлюб досить швидко розпався: 
|  | «Все було добре, але він був проти того, щоб я знімалася, а я не могла жити без кіно. Так, я любила сім'ю, дитину хотіла, але без роботи мені було погано. Тому ми і розійшлися», - згадувала актриса. |

- Другий чоловік — Олександр Панкратов-Чорний, радянський та російський актор.[4].

Після розлучення, яке сталось через 8 місяців після одруження з Панкратовим-Чорним, Вероніка Ізотова вдруге одружилася з Бубенцовим через 10 років після їх розлучення.

## Кар'єра в кіно
Вероніка Ізотова вперше з'явилася на екрані ще в ранньому дитячому віці, у телефільмі про Баха, якого грав її батько, на руках у композитора в ролі його доньки.
Першу свідому роль (Майка) Вероніка Ізотова зіграла в музичному фільмі режисерки Катерини Сташевської «Хлопчики» (1971). Популярність здобула після виконання ролей у фільмах «Одиночне плавання» (1985) режисера Михайла Туманішвілі (Керолайн Гаррісон), а також «Час і сім'я Конвей» (1984), (Гезел) і фантасмагоричної притчі «Сім криків в океані» (1986) (Ніна) режисера Володимира Басова. Сформоване в цей акторський період амплуа  — фатальні жінки, красиві, дещо холодні і пихаті героїні, не схильні до одкровень і душевної близькості.
Свою першу характерну роль, за власним визнанням, акторка отримала у фільмі режисера Всеволода Шиловського «Блукаючі зірки» (1991), створивши багатогранний образ люблячої, страждаючої та одночасно злої і заздрісної красуні (Генрієтта Швалб). Виконала характерні ролі в фільмах того ж Всеволода Шиловського «Лінія смерті» (1991), «Кодекс безчестя» (1993), «Вирок» (1995). Коли Шиловський знімав в Америці «Вирок», він звільнив перекладача, і перекладати довелося Вероніці Ізотовій.
У багатосерійному телефільмі «Кінь білий» (1993) режисера Гелія Рябова Ізотова зіграла дві різнопланові ролі, створивши образи випещеної аристократки, якій довелося випробувати на собі всі жахи громадянської війни (кохана адмірала Колчака), та її доньки.
Поширена думка, що після 1993 року і до 2005 року, в період економічної кризи середини 1990-х років акторка практично не знімалася, є помилковим. У цей період Ізотова виконала ролі в кількох багатосерійних і гостросюжетних фільмах в Росії і у США — «На розі, у Патріарших» (1995) режисера Вадима Дербеньова, «Чорне море 213 / Black Sea 213» (1998) американського режисера Рафаеля Айзенмана, знятого за романом Залмана Кінга, телесеріалі «Оперативний псевдонім» режисера Ігоря Талпи і в детективному бойовику «Тіньовий партнер» (Silent Partner) (2005) режисера Джеймса Дека.
З нового боку талант акторки розкрився в телесеріалі «Кадетство» (2006), де в допоміжній сюжетній лінії Вероніка Ізотова створила душевний образ чуйної дружини і турботливої матері, яка, не будучи розбещеною увагою стриманого на ласку чоловіка — офіцера армії, відгукнулася на залицяння товариша по службі, що ледь не призвело до розпаду сім'ї і змусило героїв пройти важкий шлях до примирення (роль другого плану, Ольга Олександрівна Синіцина, мати одного з головних героїв, курсанта Іллі Синіцина).

## Фільмографія
- 1971 — Хлопчики — Майка Вяземська
- 1975 — Приголомшливий Берендеєв — Катя Тугаринова
- 1977 — Сум'яття почуттів — Вельямінова
- 1979 — Час обрав нас — партизанка Таня
- 1979 — Злива (короткометражний) — Женя
- 1979 — З любов'ю навпіл (радянсько-болгарський) — Наташа
- 1979 — Добряки — співробітниця у відділі інституту
- 1980 — Срібні озера — Олена
- 1980 — Мужність — Діна Ярцева
- 1980 — Шлях до медалей — докторка команди
- 1982 — Людина, яка закрила місто
- 1982 — Подорож буде приємною — Оля
- 1982 — Пригоди графа Невзорова — дівчина-«приманка» у клубі
- 1983 — Дві глави з сімейної хроніки
- 1981—1983 — Молодість, Кіноальманах № 5 «Смуга везіння» Новела
- 1983 — Таємниця «Чорних дроздів» — міс Ґровнер
- 1984 — Час і сім'я Конвей — Гезел у молодості
- 1984 — Блискучий світ — Бетсі
- 1984 — Шанс — Олена Сергіївна в молодості
- 1985 — На іншому березі — свобода / Na druhom brehu svoboda — партизанка Дуняша
- 1985 — Найчарівніша і найпривабливіша — Попутниця в поїзді
- 1985 — Одиночне плавання — Керолайн Гаррісон
- 1986 — Прекрасна Єлена — Єлена, дружина спартанського царя
- 1986 — Сім криків в океані — Ніна
- 1986 — Викуп — Дженні
- 1986 — Вірую в кохання — Ірина
- 1986 — Михайло Ломоносов — графиня
- 1986 — Кін-дза-дза! — рабиня
- 1987 — П'ять листів прощання — Валентина Вермишева
- 1987 — Де міститься Нофелет? — перехожа в рожевих штанях
- 1987 — Л. С. — Любов Сергіївна
- 1987 — Пором — Александріна
- 1987 — Репетитор — Каріна
- 1989 — Світла особистість — Каїна Доброгласова, секретарка директора
- 1989 — І повториться все… — Таня
- 1990 — Вбивця мимоволі — Олена
- 1990 — Аферисти — Олена
- 1990 — Паспорт — Стюардеса в літаку
- 1991 — Блукаючі зірки — Генрієтта Швалб
- 1991 — Лінія смерті — Еля
- 1992 — Сищик петербурзької поліції — Стрекалова
- 1993 — Кодекс безчестя — Ольга
- 1993 — Кінь білий — Кохана Колчака Ганна Тімірьова, Анфіса
- 1993 — Вирок — Джейн Талбот
- 1995 — На розі, біля Патріарших — Лариса Виходцева
- 1998 — Чорне море 213 / Black Sea 213 — Мадам
- 2003 — Оперативний псевдонім — мати Сергія
- 2005 — Тіньовий партнер — Гаріна
- 2006 — Кадетство — Ольга Олександрівна, мама курсанта Сініцина
- 2006 — Слабкості сильної жінки — Ніка
- 2009 — Одна сім'я — Амалія, мати Ніки

## Озвучення
- 1981—1983 — Дідусь дідуся нашого дідуся, — роль Гаміди Омарової